# تائوشیتس
تائوشیتس (انگلیسی: Taunshits) یک کوه آتشفشانی در شبه‌جزیره کامچاتکای کشور روسیه است.